# Gare de Couzon-au-Mont-d’Or
Gare de Couzon-au-Mont-d’Or vasútállomás Franciaországban, Couzon-au-Mont-d’Or településen.

## Vasútvonalak
Az állomást az alábbi vasútvonalak érintik:
- Párizs–Marseille-vasútvonal

## Kapcsolódó állomások
A vasútállomáshoz az alábbi állomások vannak a legközelebb:
- Gare d’Albigny - Neuville
- Gare de Collonges - Fontaines